# Alejandro López Álvarez-Tirador
Alejandro López Álvarez-Tirador (Mieres, Asturias; 13 de agosto de 2003) es un jugador de baloncesto español, que ocupa la posición de base. Actualmente milita en el Club Baloncesto Ciudad de Ponferrada de la Segunda FEB.

## Trayectoria
Es un jugador formado en las categorías inferiores del BVM2012 de Mieres, Oviedo Club Baloncesto y Saski Baskonia, donde llegaría en edad cadete a la Fundación 5+11. 
En la temporada 2021-22, debuta con el Saski Baskonia B en Liga EBA y en la temporada 2022-23 disfruta de minutos en Liga LEB Plata, antes de salir cedido al Huelva Comercio de Liga LEB Plata y al Gijón Basket de la Liga EBA, en la misma temporada. 
En la temporada 2023-24, regresa a Oviedo jugando en la A.D. Universidad de Oviedo en el que promedió 26 minutos de juego, 7,5 puntos y 3,4 asistencias en Liga EBA y estaría en dinámica del primer equipo que dirige Javi Rodríguez llegando a disputar un encuentro en Liga LEB Oro.
El 31 de julio de 2024, forma parte de la plantilla del Oviedo Club Baloncesto de la Primera FEB.
En la temporada 2025-26, firma por el Club Baloncesto Ciudad de Ponferrada de la Segunda FEB.